# Xatrac de Peale
El xatrac de Peale (Onychoprion lunatus) és un ocell marí de la família dels làrids (Laridae). D'hàbits pelàgics, cria sobre platges de sorra a illes del Pacífic Occidental, a les Marianes, Wake, Hawaii, Fiji i Tuamotu, dispersant-se després pel Pacífic, fins a les Filipines, Nova Guinea i l'illa de Pasqua.